# Castello di Amorosa

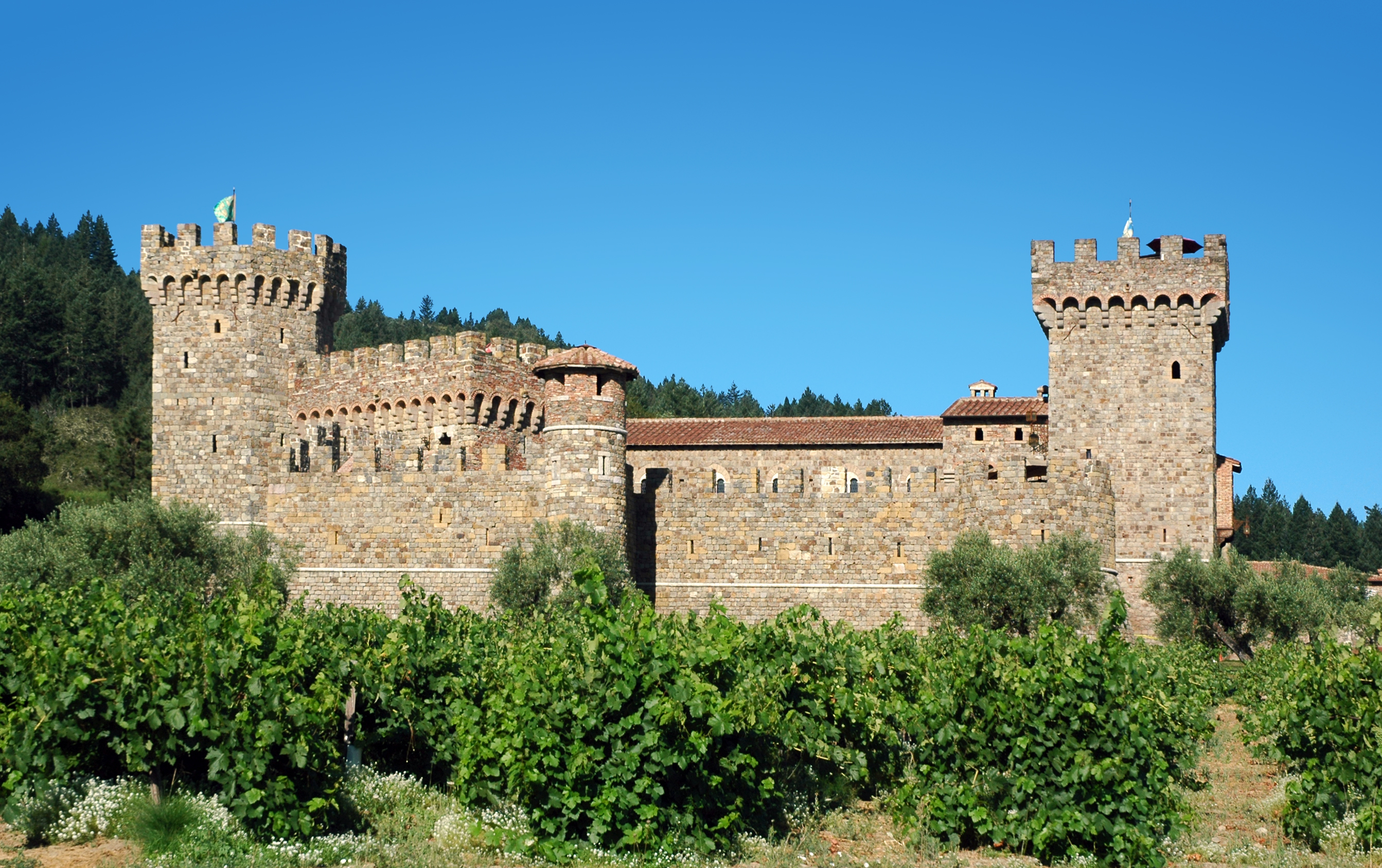
Zicht op Castello di Amorosa vanop de oprijlaan.

Castello di Amorosa is een kasteel en wijnhuis bij Calistoga in de Californische Napa-vallei.
Aan het kasteel, een project van Dario Sattui, die ook eigenaar is van de V. Sattui Winery, is zo'n 14 jaar gewerkt. Het is volledig gebouwd in de stijl van een middeleeuws kasteel omringd door wijngaarden. Er zijn acht boven- en ondergrondse verdiepingen en 107 kamers, die samen 11.200 m² beslaan. Er zijn onder andere torens, een ophaalburg, een binnenplaats en een martelkamer. Onder Castello di Amorosa ligt een doolhof van wijnkelders. Voor de bouw van het kasteel werden hoofdzakelijk traditionele technieken en materialen gebruikt, zoals dakpannen en bakstenen die uit Europa geïmporteerd werden. In april 2007 opende Castello di Amorosa zijn deuren voor de eerste bezoekers.